# The Face at the Window (film 1915)
The Face at the Window è un cortometraggio muto del 1915 diretto da Francis J. Grandon. Prodotto dalla Selig Polyscope Company, aveva come interpreti Lamar Johnstone, Edith Johnson, Joseph Hazelton, Harry Huckins.

## Trama
L'irascibile George Austin, diventato quasi cieco, ha assunto come segretaria la giovane Hester Graham. L'uomo, che avversa il talento artistico di suo nipote Jack, quando viene a sapere che il giovane sta preparando l'esposizione di un suo quadro all'Accademia, litiga con lui. Quella notte, Jack sogna della lite con lo zio: ancora addormentato, si dirige a tentoni in biblioteca e viene trovato dal maggiordomo chino sul cadavere del vecchio Austin. Un investigatore, però, è convinto della sua innocenza perché ha trovato un'impronta insanguinata sul tavolo. Le indagini conducono a sospettare di tale John Duncan. Fuggito dalla finestra, l'uomo cade rimanendo ferito a morte, confessando di avere ucciso Austin a causa di un episodio accaduto anni prima.

## Produzione
Il film fu prodotto dalla Selig Polyscope Company.

## Distribuzione
Distribuito dalla General Film Company, il film - un cortometraggio in una bobina - uscì nelle sale cinematografiche statunitensi il 21 aprile 1915.